# کرافتسدورف
کرافتسدورف (به آلمانی: Kraftsdorf) یک شهر در آلمان است که در گرایتس واقع شده‌است. کرافتسدورف ۴٬۲۸۶ نفر جمعیت دارد.